# Fala, Selnica ob Dravi
Fala este o localitate din comuna Selnica ob Dravi, Slovenia, cu o populație de 349 de locuitori.